# Andrew (Metro de Boston)
Andrew  es una estación en la línea Roja del Metro de Boston. La estación se encuentra localizada en Avenida Dorchester y la Calle Southampton en Boston, Massachusetts. La estación Andrew fue inaugurada el 29 de junio de 1918. La Autoridad de Transporte de la Bahía de Massachusetts es la encargada por el mantenimiento y administración de la estación. 

## Descripción
La estación Andrew cuenta con 2 plataformas laterales y 2 vías. 

## Conexiones
La estación es abastecida por las siguientes conexiones: 
- Rutas de autobuses: 5, 10, 16, 17, 18, 171, CT3